# Voile islamique dans les écoles en France
Pour un article plus général, voir Affaires du voile islamique en France.
La question du port du voile islamique dans les écoles a suscité d'importants débats en France depuis la fin des années 1980, sous diverses appellations (affaire du voile, du voile islamique, du foulard, etc.). La loi de 2004 sur les signes religieux dans les écoles publiques restreint le port de signes religieux, interdiction rappelée par la charte de la laïcité à l'école en 2013.
La controverse s'inscrit dans le cadre plus général des affaires du voile islamique.

## Historique
À la mi-juin 1989, dans Le Quotidien de Paris, la journaliste Ghislaine Ottenheimer relate une querelle entre des instituteurs et des parents d'élèves. « Les premiers, écrit-elle, au nom des principes laïcs, proscrivent le port du foulard traditionnel. Les seconds invoquent le droit d'afficher leur religion. » L'article est illustré par une photo de quatre enfants de 5 ou 6 ans (trois garçons et une fillette non voilée) d'origine étrangère ; la légende titre : « Tout le problème de l'intégration. ».

### Affaire de Creil (septembre 1989)
Le 18 septembre 1989, le principal du collège de Creil exclut de son établissement trois jeunes filles portant un foulard, indiquant à leurs familles que le voile est une marque religieuse incompatible avec le bon fonctionnement d'un établissement scolaire : « Notre objectif est de limiter l'extériorisation excessive de toute appartenance religieuse ou culturelle. Je vous prie de leur donner la consigne de respecter le caractère laïc de notre établissement ».
Malek Boutih, alors vice-président de SOS Racisme, trouve « scandaleux que l'on puisse au nom de la laïcité intervenir ainsi dans la vie privée des gens, malmener les convictions personnelles ». Dans L'Humanité du 6 octobre 1989, il critique la « volonté de mettre l'islam au ghetto, les relents de racisme, la démission éducative… » et d'ajouter que SOS Racisme demandera la réintégration des trois élèves : « En aucun cas, une sanction ne peut être infligée à des élèves en vertu de leur foi »,. En 2015, Malek Boutih regrette cette prise de position.
Lionel Jospin, ministre de l'Éducation nationale, déclare le 8 octobre qu'il faut respecter « la laïcité de l'école qui doit être une école de tolérance, où l'on n'affiche pas, de façon spectaculaire ou ostentatoire, les signes de son appartenance religieuse. » Il ajoute cependant que « l'école est faite pour accueillir les enfants et pas pour les exclure ».
Les trois élèves du collège Gabriel-Havez de Creil retournent à l'école le lundi 9 octobre 1989, à la suite d'un accord entre les parents et le collège. Les filles pourront mettre leur foulard dès la sortie des cours et le retirer avant d'y entrer.
Cette affaire est à l'origine d'une importante vague médiatique et politique.

### Emballement (octobre-novembre 1989)
Plusieurs affaires médiatiques relancent la controverse : à Marseille, Avignon, Beaucaire notamment.
Lors de la séance à l'assemblée nationale le 3 novembre 1989, Lionel Jospin (soutenu par Jack Lang, alors ministre de la Culture), est vivement critiqué par « l'opposition libérale et le Parti communiste, mais aussi par plusieurs députés socialistes » parce qu'il ne respecte pas le principe de laïcité ; les enseignants du collège de Creil demandent à Lionel Jospin de venir dans l'établissement pour expliquer ses directives.
Le 4 novembre 1989, Danielle Mitterrand se prononce pour le respect des traditions et l'acceptation des filles voilées à l'école. Marie-Claire Mendès France l'accuse alors de faire le lit de la « charia musulmane ».

### Jurisprudence du Conseil d'État (1989-2003)
En novembre 1989, le Conseil d'État saisi par le ministre de l'Éducation nationale, Lionel Jospin, affirme que le port du voile islamique, en tant qu’expression religieuse, dans un établissement scolaire public, est compatible avec la laïcité, et rappelle qu'un refus d'admission ou une exclusion dans le secondaire « ne serait justifié que par le risque d'une menace pour l'ordre dans l'établissement ou pour le fonctionnement normal du service de l'enseignement ». En décembre, le ministre publie une circulaire, statuant que les enseignants avaient la responsabilité d’accepter ou de refuser le voile en classe, au cas par cas. En septembre 1994, la circulaire Bayrou distingue les « signes discrets » qui peuvent être admis dans les établissements publics et les « signes ostentatoires » qui doivent y être interdits. Le problème n'est pas pour autant résolu. « De 1994 à 2003, cent filles environ ont été exclues de collèges et de lycées publics pour port de voile islamique. Dans un cas sur deux environ, ces expulsions furent annulées par les tribunaux. La situation devient intenable, chaque proviseur est seul face aux différents refus d'enlever le voile et prend des décisions aux cas par cas ».
L'égalité de tous devant la loi n'est plus respectée donc en décembre 2003, le président Jacques Chirac décide qu’une loi doit explicitement interdire tout signe religieux visible au nom de la laïcité. Il s'appuie sur une seule des propositions de la commission dirigée par Bernard Stasi (créée en juillet 2003 sur sa propre demande) pour la préparer[réf. souhaitée].

### Loi sur le port de signes religieux ostensibles (mars 2004)
La loi du 15 mars 2004 « encadrant, en application du principe de laïcité, le port de signes ou de tenues manifestant une appartenance religieuse dans les écoles, collèges et lycées publics », appelée parfois « loi sur le voile islamique », a été votée par le parlement en mars 2004. Elle interdit le port de tout signe religieux « ostensible », ce qui inclut le voile islamique mais aussi la kippa, et le port de grandes croix. La loi permet le port de symboles discrets de sa foi, tels que petites croix, médailles religieuses, étoiles de David, ou mains de Fatma - bien que cette main puisse être portée indépendamment de la religion, n'étant pas de source musulmane.

### Première charte de la laïcité à l'école (septembre 2013)
Vincent Peillon, ministre de l'Éducation nationale, fait connaître le 9 septembre 2013 « la première charte de la laïcité à l'école ». L'article 14 indique notamment : « (…) Le port de signes ou tenues par lesquelles les élèves manifestent ostensiblement une appartenance religieuse est interdit ». Cette charte devra être visible dans les établissements d'enseignement public : écoles primaires, collèges, lycées.

## Cas des parents d'élèves
La circulaire du ministre Luc Chatel de mars 2012 permet aux conseils d'école de refuser les présences de femmes voilées dans les sorties scolaires. Parfois appliquée par une partie des établissements scolaires de la même ville, les différences d'application ont suscité des tensions. La ministre de l’Éducation nationale Najat Vallaud-Belkacem annonce qu'il convient aux établissements scolaires de refuser tout comportement prosélyte par les parents d'élèves et d'exclure les perturbateurs, mais non de refuser par principe d'associer les mères voilées de toutes les accompagnements scolaires.
L'Observatoire de la laïcité soutient cette démarche en déclarant : « La laïcité ne suppose la neutralité que des représentants de l’administration (fonctionnaires ou assimilés) pour garantir leur impartialité, en particulier dans le service rendu aux usagers des services publics, quelles que soient les convictions politiques, philosophiques ou religieuses de ces usagers. La laïcité, ce n’est pas une conviction ou une opinion mais le cadre qui les autorise toutes ».
Devant les députés la ministre déclare : « Contre le prosélytisme quel qu’il soit – religieux, politique ou philosophique –, nous agissons avec fermeté. Je confirme ici que la circulaire Chatel (…) continuera à être utilisée par les personnels de l’éducation nationale (…) Hors de ces comportements prosélytes, faut-il interdire par principe à une maman portant le foulard d’accompagner ses enfants en sortie scolaire ? (…) Qui sont mieux placés pour juger de cela que les enseignants et les équipes sur le terrain ? ».
Depuis, le ministère de l'Éducation nationale a pris ses distances avec la circulaire Chatel, même si celle-ci n'a pas été abrogée. En termes jurisprudentiels, la dernière décision est celle du tribunal administratif d'Amiens, qui vient d'annuler une directive émanant de l'inspecteur académique qui interdisait aux mères voilées d'accompagner les sorties scolaires. Cette décision indique que l'inspecteur académique « a entaché sa décision d’erreurs de droit », donc qu'elle était illégale.

## Polémiques au sein des mouvements féministes
Le désaccord des féministes antiracistes et des féministes majoritaires – dites universalistes – a été particulièrement vif au moment des discussions sur l'interdiction du port du foulard islamique à l'école. Lors de cet épisode se sont affrontées sur le terrain idéologique deux organisations particulièrement emblématiques, le Collectif féministe du Mouvement des Indigènes de la République, opposé à la loi sur le foulard, et Ni putes ni soumises, qui y était favorable comme la plupart des organisations féministes. Le Collectif féministe a argué du fait que la loi risquait de conduire à l'exclusion scolaire de certaines filles ; la position du législateur lui a paru « postcoloniale », au sens où elle perpétuerait un état d'esprit colonial ; Christine Delphy, féministe athée et matérialiste, qui a pris fait et cause pour le collectif, a dénoncé dans la loi sur le voile une vision essentialiste des populations nord-africaines musulmanes. Ni putes ni soumises a considéré au contraire que les jeunes filles voilées étaient victimes du sexisme de leur milieu familial et que la loi les libérait de l'oppression.

## Analyses

### Raison du port du voile selon Emmanuel Todd
Le démographe Emmanuel Todd a avancé une explication sociologique à la controverse du voile en examinant les structures familiales traditionnelles en France et dans les pays d'origine des musulmans français.
Selon lui, si certains musulmans imposent le port du voile à leurs filles, c’est pour les empêcher de rencontrer et éventuellement de se marier avec des non musulmans. Ce refus du mariage mixte correspondrait aux pratiques endogamiques très présentes dans de nombreuses sociétés traditionnelles musulmanes, où il était bon de se marier parmi ses cousins, afin de maintenir l’unité du clan. Emmanuel Todd parle de « famille communautaire endogame ».

### Autres analyses
En 2019, dans son "étude sur la visibilité et l'expression religieuses dans l'espace public aujourd'hui en France", l'Observatoire de la laïcité analyse longuement les causes de l'augmentation ces trente dernières années de la visibilité et de l'expression religieuses, et notamment sur celles, diverses et nombreuses, concernant le port du voile.
Pour Éric Zemmour, alors que les débats des années 1989 ont largement dévié vers la question de la liberté ou l'oppression des femmes, le voile est simplement un symptôme de commencement d'organisation islamique de la cité. En ce sens, la question que pose le voile ne serait pas celle de la laïcité mais celle de l'assimilation ou de son absence. Le port du voile romprait pour lui avec le modèle d'intégration français qui imitait le principe romain enjoignant : « A Rome, fais comme les Romains ». Les principes de l'assimilation interdisaient toute affirmation ostentatoire de sa foi. Ils furent abandonnés dans les années 1980.
Le spécialiste de l'islam Gilles Kepel, dans un livre consacré au département Seine-Saint-Denis avance que « le port du voile n'est pas un choix électif mais une exigence qui s'impose dans l'espace public local... la norme sociale qui impose des conduites sexuées est, comme dans les quartiers des pays pauvres du Sud, absolument impérative ». Pour cette raison, selon lui, l'observation de certains quartiers du Caire sous l'emprise des Frères musulmans et des salafistes est la plus éclairante pour comprendre l'évolution française.
En novembre 2019, une étude réalisée par l'économiste et directeur d'études à l’École des hautes études en sciences sociales Éric Maurin révèle que la circulaire de 1994 aurait eu des effets positifs sur les taux de diplômes des jeunes filles musulmanes,,.
Mais selon une autre étude, cette interdiction du voile à l'école aurait au contraire eu des effets néfastes pour l'intégration des jeunes filles voilées dans la société.

### Filmographie
- Quand la religion fait la loi à l'école, documentaire télévisé de Cyril Denvers sur le lycée Turgot à Paris